# بلبل بني الصدر
بلبل بني الصدر (الاسم العلمي: Pycnonotus xanthorrhous) (بالإنجليزية: Brown-breasted Bulbul)‏ هو نوع من الطيور يتبع جنس البلبل من فصيلة البلابل.